# Piszczałka Galtona

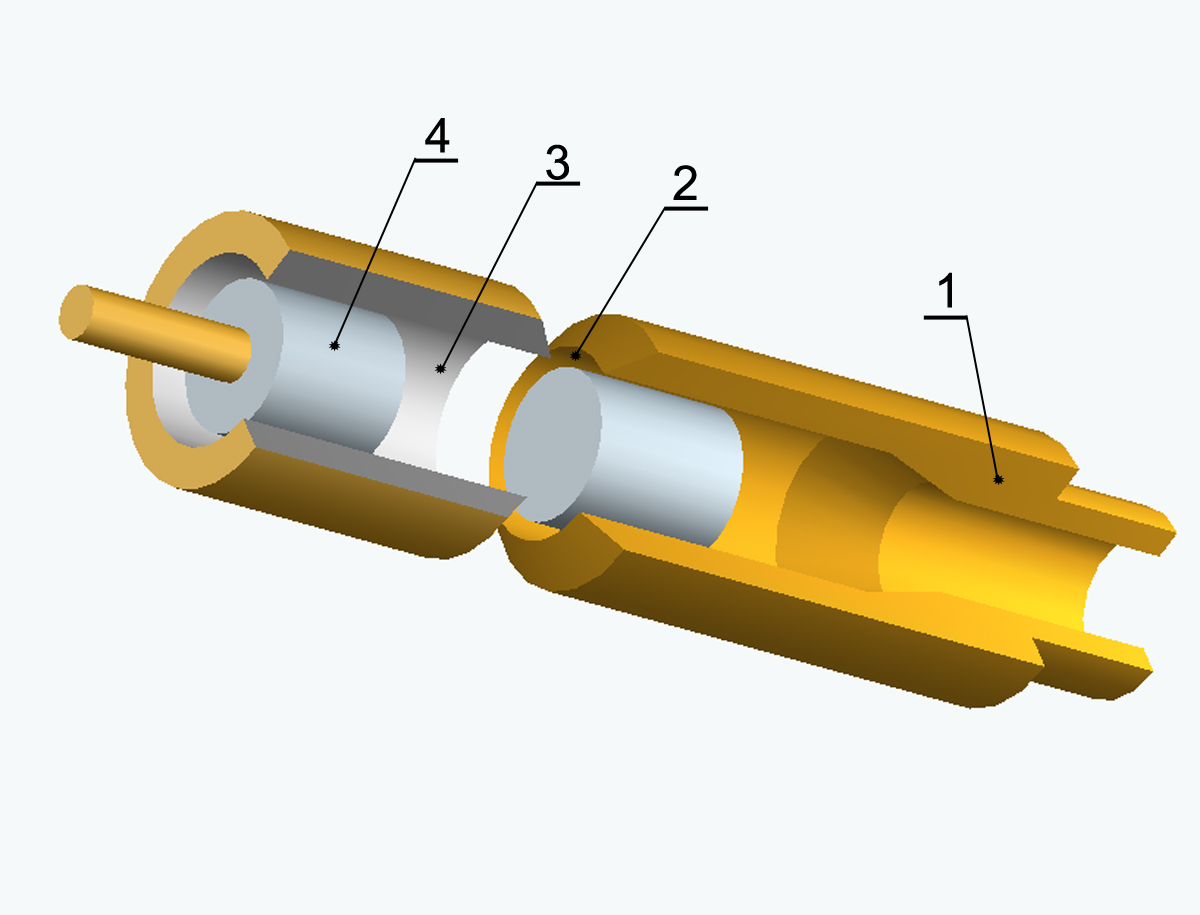
Piszczałka Galtona:
1) dysza
2) wnęka
3) rezonator
4) tłok

Piszczałka ultradźwiękowa Galtona – piszczałka ostrzowa do wytwarzania drgań o częstotliwości do 40 kHz.
Struga powietrza po przejściu przez dyszę (1) uderza w kołowe ostrze wnęki (2), a wiry powstające na ostrzu wprawiają w drgania własne powietrze w rezonatorze (3). Głębokość wnęki jest regulowana tłoczkiem (4). Odległość od dyszy również jest regulowana.
Piszczałka Galtona jest małą piszczałką o zmiennej wysokości tonu, w której można wytwarzać bardzo wysokie niesłyszalne tony. 
Częstotliwość drgań dla piszczałki Galtona określona jest wzorem:
{\displaystyle f=c_{o}{\frac {\sqrt {1+t/273}}{4(l+k)}}}
gdzie cO= 331800 mm/s - prędkość dźwięku w temperaturze 0 °C,
- t - temperatura,
- l - głębokość wnęki w mm,
- k - stała dyszy zależna od ciśnienia powietrza na wlocie.

Moc akustyczna osiągana przez piszczałkę Galtona jest w zakresie 0,1 do 10 W.
Piszczałka do momentu odkrycia zjawiska piezoelektryczności była jedynym wzorcowym źródłem ultradźwięków.
Francis Galton za pomocą tego urządzenia wyznaczył w 1883 r. górny próg słyszalności. Granica słyszalności tonów jest indywidualna, zwykle przypada na tony o częstości 25 000 drgań na sekundę.